# ウォード・セクストン
ウォード・セクストン (Ward Sexton) として知られる、ウォード・E・セクストン（Ward E. Sexton、1953年ないし1954年 - ）は、かつて日本に活動の拠点を置いていた英語ナレーター、声優。
セクストンの声は、「渋くて印象的な声」とされる。

## 経歴
アメリカ人の父親と、日本人の母親の間に福岡県で生まれ、アメリカ合衆国で育つ。1980年代前半に日本へ戻り、東京で英語ナレーターとして活動しはじめ、日本人の妻と結婚した。映画の予告編やコマーシャルなどの英語ナレーションを多数担当し、1990年代には日本における第一人者と評されていた。
テレビ番組では、1994年から2021年まで『ミュージックステーション』のナレーターを務めていた。
ビデオゲームでは、『バイオハザード』などのナレーターを務め、『サイレントヒル2』などにも声優として参加している。また、2008年の映画『デトロイト・メタル・シティ』には出演者としてクレジットされた。